# Лабрюйер, Жан де
Жан де Лабрюйе́р (фр. Jean de La Bruyère; 16 августа 1645, Париж, Франция — 10 мая 1696, Версаль, Франция) — французский моралист, психолог, писатель.

## Биография
Жан де Лабрюйер родился в 1645 году близ Парижа в семье генерального контролера рент Парижского муниципалитета Жана де Лабрюйера. Благодаря материальной поддержке своего дяди получил превосходное для своего времени образование. 

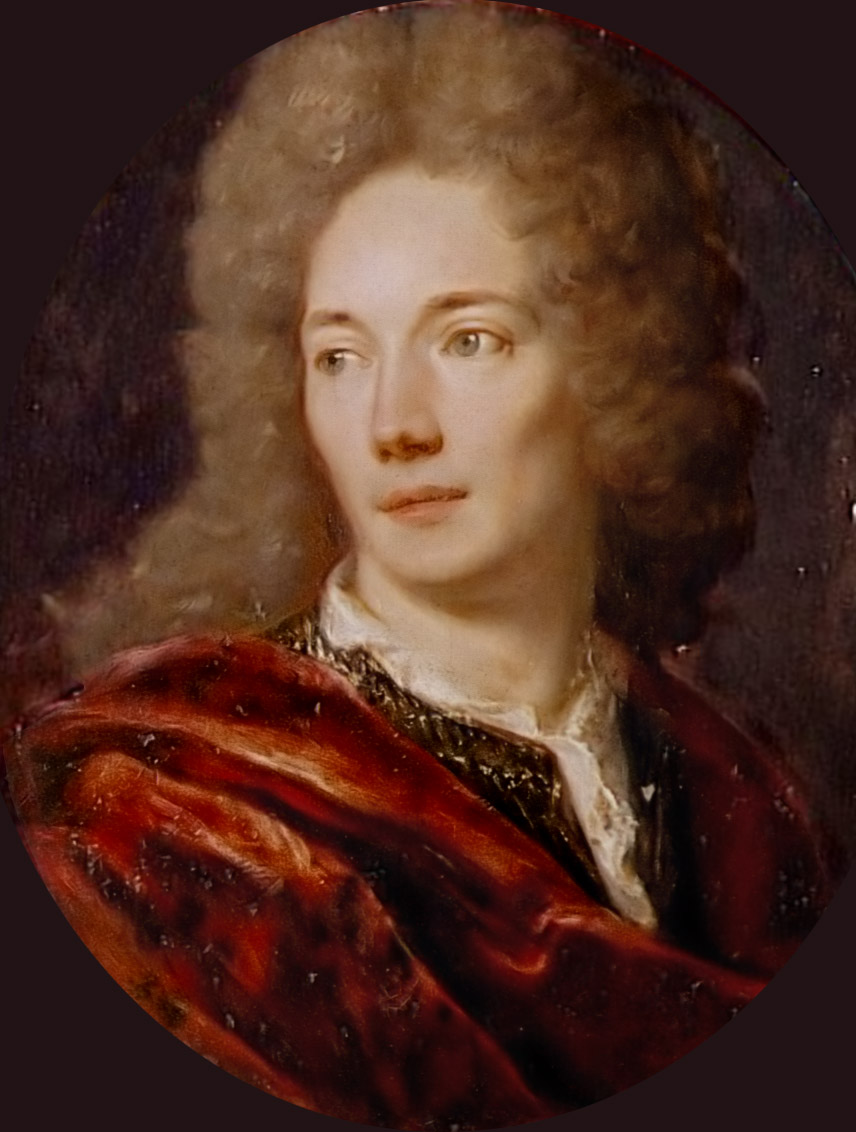
Предположительно портрет Жана де Лабрюйера

Был воспитателем герцога Бурбонского, внука Великого Конде, при дворе которого сохранил место и после женитьбы своего ученика. Жизнь среди придворного блеска давала Лабрюйеру возможность наблюдать развитие человеческих страстей, возбуждаемых погоней за земными благами, честолюбием, интригами, близостью к «великим мира сего». Этими наблюдениями Лабрюйер воспользовался для литературных целей, но в жизни он держался вдали от людей, среди которых принуждён был вращаться, и сильно страдал от своего зависимого положения в доме Конде.
Научившись отказываться от всего и сдерживать свои чувства и порывы, он находил удовольствие лишь в чтении и работе. Свой жизненный опыт он облекал в форму размышлений, эпиграмм, кратких портретов. Так составилась, мало-помалу, обширная книга, издать которую он предложил, как бы шутя, своему приятелю, книгопродавцу Мишалле. Последний рискнул на издание и заработал на нём 300 000 франков.
Первое издание книги Лабрюйера вышло в 1687 году, под скромным заглавием: «Les Caractères de Théophraste, traduits du grec, avec les Caractères ou les Moeurs de ce siècle»; успех книги был громадный, и ободрённый этим автор прибавлял к каждому новому изданию новые размышления и новые портреты. В 1694 году вышло восьмое, окончательное издание, в которое включена была речь Лабрюйера во французской академии, членом которой он избран был в 1693 году.

## «Характеры»
«Caractères» ("Характеры") Лабрюйера, единственное произведение всей его жизни, состоят из шестнадцати глав, из которых две посвящены церковному красноречию и свободомыслию; здесь Лабрюйер является верующим христианином, противником атеистов и скептиков. Во всех остальных главах Лабрюйер не затрагивает ни религиозных, ни чисто философских вопросов. Он не вносит в жизнь своих идеалов, а прилагает к поступкам и характерам людей мерило существующих условий. Цельного миросозерцания, философской системы в его книге найти нельзя; он показывает только смешную сторону какой-нибудь моды, гнусность того или другого порока, несправедливость какого-нибудь мнения, суетность человеческих чувств — но эти разрозненные мысли не сведены к одной основной идее. В области житейских наблюдений Лабрюйер обнаруживает большую тонкость понимания, отмечает оттенки чувств и отношений; глава «о сердце» свидетельствует о том, сколько нежности и любви таилось в этом созерцателе. Многие из его характеристик написаны в ожесточенном, саркастическом тоне; автор, очевидно, много страдал от предрассудков общества, и И. Тэн не без основания сравнивает его в этом отношении с Ж. Ж. Руссо. Особенность книги Лабрюйера — портреты: это — цельные типы и полные драматизма эпизоды. Особенно знамениты типы Эмиры — высокомерной кокетки, Гнатона — отталкивающего эгоиста, Меналька — рассеянного человека, Федона — приниженного бедняка. Все эти портреты обнаруживают в Лабрюйере богатую фантазию, уменье усиливать характеристики обилием жизненных подробностей, громадное мастерство и колоритность языка. Современники узнавали в большинстве портретов разных выдающихся людей того времени, и до сих пор исторический интерес книги Лабрюйера значителен, благодаря точности изображения людей и нравов эпохи; но еще выше её психологический, общечеловеческий интерес и её чисто литературные достоинства.
По мнению Эмиля Золя,  «чтение „Характеров“ заставляет размышлять, но ещё больше — улыбаться; порой изумляешься тонкости наблюдений автора, глубине некоторых его мыслей; он нравится — потому что у него нет предвзятых мнений, нет системы и он не ищет иного способа преподать нам добродетель, кроме описывания наших слабостей и недостатков».